# Мелена, Хосе
Хосе Луис Мелена Хименес (родился в 1946 году в Доностиа, Гипускоа, Испания) — испанский (баскский) ученый-классик (эллинист) и микенолог, а также переводчик лингвистической литературы.

## Биография
Мелена изучал классическую филологию в Мадридском университете Комплутенсе. После получения докторской степени преподавал древнегреческий язык и литературу в Мадридском университете Комплутенсе, Институте Торреса Вильярроэля в Саламанке и Университете Ла-Лагуна. С 1983 года полный профессор (catedrático) Университета Страны Басков (кампус в Гастейс). В 1999 году награждён премией Euskadi Ikerketa, а в 2000 году он получил премию Premio Munibe за 1999 год от парламента Страны Басков (Eusko Legebiltzarrak) и от Королевского общества друзей Страны басков (Euskalerriaren Adiskideen Elkartea).
Мелена также был директором Испанского культурного института королевы Софии (ныне Институт Сервантеса) в Афинах и атташе по культуре в посольстве Испании в Афинах.

## Сфера исследований
Мелена в прошлом занимался общей и сравнительной лингвистикой. Он перевел на испанский язык ряд крупных англоязычных трудов по лингвистике, включая «Введение» Леонарда Палмера. Он также опубликовал сборник трудов в память лингвиста и басколога своего времени Кольдо Мичелены (1915—1987, также известного как Луис Мичелена).
В области микенологии Мелена опубликовал множество статей по отдельным аспектам микенского греческого языка; ему, в частности, принадлежит гипотеза о значении ряда недешифрованных символов Линейного Б. Вместе с испанским греческим ученым и лингвистом Мартином С. Руйпересом он опубликовал введение в микенский язык и культуру, а позднее опубликовал корпус надписей Линейного Б из Пилоса. Мелена также является редактором журнала Minos: Revista de Filología Egea вместе с Томасом Г. Палаймой.

## Избранные сочинения
Переводы лингвистических трудов
- Theodora Bynon: Lingüística histórica. Versión española de José L. Melena. Editorial Gredos, Madrid 1981.
- Robert P. Stockwell: Fundamentos de teoría sintáctica. Versión española de José L. Melena. Editorial Gredos, Madrid 1980.
- James M. Anderson: Aspectos estructurales del cambio lingüístico. Versión española de José L. Melena. Editorial Gredos, Madrid 1977.
- Leonard R. Palmer: Introducción crítica a la lingüística descriptiva y comparada. Versión española de José L. Melena. Editorial Gredos, Madrid 1975.

Микенология
- Textos Griegos Micénicos Comentados. Vitoria-Gasteiz 2001, (Ss. 8-79 online).
- with Martín S. Ruipérez: Los griegos micenicos. Hermanos García Noblejas, Madrid 1990, (online).
- Studies on some Mycenaean inscriptions from Knossos dealing with textiles. Universidad Salamanca, 1975 (Suplementos a Minos, 5). — Rez. von Leonard R. Palmer, in: Gnomon 50, 1978, Ss. 299—301, (online).
- Theodoros G. Spyropoulos, John Chadwick: The Thebes Tablets II. Including Indexes of the Thebes Tablets by José L. Melena. Universidad Salamanca, 1975 (Suplementos a Minos, 4). — Rez. von Leonard R. Palmer, in: Gnomon 50, 1978. Ss. 588—590, (online).

Редактор
- with John Tyrell Killen, Jean-Pierre Olivier (Hrsg.): Studies in Mycenaean and classical Greek presented to John Chadwick. Ediciones Universidad de Salamanca, Salamanca 1987 (Minos, 20-22).
- (ed.): Symbolae Ludovico Mitxelena septuagenario oblatae. Universidad del País Basco, Gasteiz, Vitoria 1985.